# McKeesport
McKeesport è una città degli Stati Uniti d'America, nella contea di Allegheny nello Stato della Pennsylvania. Secondo il censimento del 2000 la popolazione è di 24 040 abitanti.

## Storia
La fondazione fu ad opera di John McKee e di suo figlio David McKee. George Washington era solito incontrare in queste terre Queen Alliquippa.

## Società

### Evoluzione demografica
La composizione etnica vede una prevalenza della razza bianca (72,40%) seguita da quella afroamericana (24,46%).
| Città di McKeesport Popolazione |        |
| 2000                            | 24 040 |
| Stima al 01-07-07               | 22 260 |